# Diva Starz: Mall Mania
Diva Starz: Mall Mania (v Evropě vydáno pod názvem Diva Starz) je akční videohra, kterou vyvinula společnost Digital Illusions CE a vydala Vivendi Universal Interactive Publishing pro Game Boy Color. V Severní Americe byla vydána 1. listopadu 2001, v Evropě v roce 2002, a je založena na panenkách Diva Starz od společnosti Mattel.
Hra sleduje čtyři hratelné panenky z řady Diva Starz, které procházejí šesti různými etapami. Jakmile hráč dokončí každou etapu s jednou panenkou, následně se v dalších úrovních etapa ztíží. Hra získala převážně negativní hodnocení, od GameRankings obdržela 40 %. 

## Hratelnost
Diva Starz: Mall Mania je akční hra, ve které si hráč na začátku vybere jednu ze čtyř hratelných panenek z řady Diva Starz společnosti Mattel Inc..   
Po výběru postavy je panenka umístěna do úrovně scooter, kde musí skákat a sbírat předměty při jízdě na skútru po ulici.  
Dokončení této úrovně umožní hráči vybrat si jednu z pěti úrovní souvisejících s obchodním centrem: 
- hudební obchod[1]
- obchod se zvířaty[1]
- módní obchod[1]
- občerstvení[1]
- stylový obchod[1]

Hudební úroveň se hraje podobně jako v sérii Dance Dance Revolution a vyžaduje, aby hráč stiskl tlačítka ve správný čas s hudbou podle pokynů hry.